# Трапезникова, Татьяна Александровна
Татьяна Александровна Трапезникова (род. 3 декабря 1973 года, в Уфе) — советская и российская конькобежка и бобслеистка. Участница зимних Олимпийских игр 1994,  1998 и  2002 годов, чемпионка России и 5-кратная призёр чемпионатов России по конькобежному спорту. Серебряный (2004 — двойка и четверка) и бронзовый (2002, 2003 — двойка) призёр чемпионатов России по бобслею. Мастер спорта России международного класса по бобслею и конькобежному спорту. Выступала за СК Вооруженных сил РФ, ШВСМ и Уфу.

## Биография
Татьяна Трапезникова начала заниматься конькобежным спортом в 1981 году в СДЮСШОР №1, далее ДСО “Спартак” и СДЮСШОР №20 под руководством первого тренера А.Н.Ушакова. С 1995 по 2005 год выступала за Учебно-тренировочный центр №464 и с 1997 по 2005 год за Школу высшего спортивного мастерства (ШВСМ) у тренера Р. Ш. Фаизова
В 1992 году Татьяна участвовала впервые на чемпионате мира среди юниоров в Варшаве и заняла 3-е место в сумме многоборья. С 1993 года стала выступать на чемпионате России, где сразу поднялась на 4-е место в абсолютном зачёте, что позволило ей попасть в состав сборной. В январе 1994 года она выступила на чемпионате Европы, заняв там 16-е место в многоборье, следом стала 17-й на дебютном чемпионате мира в классическом многоборье.
В феврале 1994 года Трапезникова впервые приняла участие в зимних Олимпийских играх в Лиллехаммере. На дистанциях 3000 м и 5000 м заняла 13-е место. В сезоне 1994/95 дебютировала на Кубке мира. В январе 1995 года на своём втором чемпионате Европы в классическом многоборье заняла 14-е место. В 1996 году Татьяна впервые стала серебряным призёром чемпионата России в классическом многоборье, а через год повторила результат. На чемпионате Европы выступила неудачно и стала только 23-й в многоборье, но через год заняла уже 11-е место. 
В 1997 году на чемпионате мира на отдельных дистанциях заняла 12-е места на дистанциях 1500 м и 3000 м. В 1998 году на зимних Олимпийских играх в Нагано Татьяна вновь стала 13-й в забеге на 3000 м и заняла 19-е место в беге на 1500 м. Через несколько дней на чемпионате мира в классическом многоборье заняла 9-е место. В декабре 1998 года она завоевала золотую медаль на чемпионате России в классическом многоборье. В 2002 году поднялась на 8-е место в многоборье на чемпионате Европы в Эрфурте и на своих третьих зимних Олимпийских играх в Солт-Лейк-Сити финишировала 15-й в забеге на 3000 м и 17-й на 1500 м. В том же 2002 году завершила карьеру спортсменки.

## Личная жизнь
Татьяна Трапезникова в 1996 году окончила Челябинскую государственную академию физической культуры и в 2008 году Всероссийский заочный финансово-экономический институт. Работала тренером-преподавателем СДЮСШОР №1 Уфы. Живёт в Уфе. 